# (4237) Raushenbakh
(4237) Raushenbakh ist ein Hauptgürtelasteroid, der am 24. September 1979 von Nikolai Stepanowitsch Tschernych am Krim-Observatorium entdeckt wurde.
Der Asteroid wurde nach dem Physiker Boris Wiktorowitsch Rauschenbach benannt.